# Деревообробний провулок (Житомир)
Деревообробний провулок — провулок у Богунському районі міста Житомира. 

## Характеристики
Розташований в привокзальній частині міста, в Старому місті, в межах кварталу, утвореного вулицями Київською, Михайла Грушевського, Князів Острозьких та Івана Мазепи. Бере початок від вулиці Івана Мазепи та завершується глухим кутом всередині кварталу. 
Забудова провулка представлена одноповерховими житловими будинками на декілька квартир та п'ятиповерховим житловим будинком. Провулок зусібіч оточений багатоповерховою житловою, громадською та промисловою забудовою.

## Історичні відомості
Провулок виник і почав формуватися у другій половині ХІХ століття як залишок старої шосейної дороги на Радомишль, що втратила свою актуальність внаслідок прокладання у 1850-х роках нової ділянки Київської вулиці (частини Брест-Литовського шляху) дещо південніше старого Радомишльського шляху.    
Перша назва провулка — Бржестовський (Бржестовського) — походить від прізвища домовласника у провулку, який у 1897 році придбав землі за місцем розташування майбутнього провулка. Провулок сформувався наприкінці ХІХ століття всередині кварталу між новопрокладеними ділянками вулиць Міщанської (нині Івана Мазепи), Київської, Крошенської (нині Князів Острозьких).    